# Gaceta Oficial de la Ciudad de México
En la Ciudad de México, la Gaceta Oficial del Distrito Federal es el órgano informativo del Gobierno del Distrito Federal donde se publican las leyes, los decretos, los reglamentos, los acuerdos, las circulares, las convocatorias de procedimientos de licitación, los avisos de fallo, las resoluciones emitidas, así como todos aquellos documentos emanados de los órganos del gobierno local y de los órganos públicos autónomos cuya publicación sea obligatoria por disposición legal.
Se publica en forma regular todo el año, los días lunes, martes, miércoles, jueves y viernes de cada semana. Su numeración inicia con la primera publicación del año y cierra con la última del mismo, y la Época de Edición cambia cada año de manera progresiva. 
Los habitantes de la Ciudad de México pueden consultar gratuitamente la publicación en la página web o adquirirla en los puestos de periódicos.